# John Platt
| (3237) Victorplatt | 25 septembre 1984 |
| (3259) Brownlee    | 25 septembre 1984 |

John Platt, né à Elgin dans l'Illinois aux États-Unis, est un informaticien et astronome américain.

## Biographie
Diplômé en informatique de l'Université d'État de Californie de Long Beach, il obtient son doctorat à CalTech. Après ses études il a mené une carrière de chercheur dans le secteur de l'industrie informatique, en particulier pour Synaptics, Microsoft et Google.
Le Centre des planètes mineures le crédite de la découverte de deux astéroïdes, effectuée dans le courant de l'année 1984 alors qu'il était l'élève d'Eugene Shoemaker au CalTech. Il souhaitait les dédier à ses deux parents, mais après avoir dédié le premier à son père, il ne remplit pas les délais imposés par l'Union astronomique internationale pour le deuxième. Eugene Shoemaker décida cependant de baptiser un des astéroïdes qu'il découvrit lui-même, de la mère de Platt, (3927) Feliciaplatt.